# Radio HBW
Radio HBW ist ein Bürgerradio. Es sendet seit dem 28. Oktober 2000 aus seinem Funkhaus in Aschersleben. Das Kürzel HBW steht für Harz-Börde-Welle.

## Organisation
Radio HBW sendet im öffentlichen Auftrag und handelt auf Grundlage eines Trägervereins. Der Verein besteht seit 24. Oktober 1997 und zählt durchschnittlich ca. 120–150 Mitglieder. Durch diese Struktur bietet er die einfache Möglichkeit, alle interessierten Bürger durch eine Mitgliedschaft (vergleichbar mit jedem anderen Verein) am Radio und an der Programmgestaltung zu beteiligen. Die Landesmedienanstalt stattet den Verein mit der erforderlichen Sendetechnik aus. Kosten für den Sendebetrieb entstehen den Nutzern nicht.

## Programm
Über den Tag verteilt werden verschiedene Magazinsendungen gesendet. So sind von 7 bis 8 Uhr der Frühkurier (Mo.–So.), von 12 bis 13 Uhr der Mittagskurier (Mo.–So.) und von 17 bis 18 Uhr der Abendkurier (Mo.–Sa.) zu hören.  Dazwischen werden Musikstrecken mit Einspielern zu Veranstaltungstipps, Heimatberichten und Geburtstagsgrüßen ausgestrahlt.
Am Abend dominieren Sendungen zu den verschiedensten Musikrichtungen das Programm. Diese sind nur z. T. moderiert. Abgerundet wird das Programm mit den Hörercharts.
Es werden zur vollen Stunde die Weltnachrichten gesendet. Zur halben Stunde gibt es Wetter- und Verkehrsinformationen, bis 2025 wurden auch lokale Nachrichten ausgestrahlt.

## Empfang
Das Signal von Radio HBW ist auf der UKW-Frequenz 92,50 MHz zu empfangen. Im Kabel wird auf 88,60 MHz (Aschersleben), 91,15 MHz (Hettstedt), 92,50 MHz (Egeln) und 96,00 MHz (Staßfurt) gesendet.
Das Sendegebiet von Radio HBW liegt in Sachsen-Anhalt und umfasst den westlichen Teil des Salzlandkreises und den östlichen Teil des Landkreises Harz. Weiter ist der Sender im nördlichen Teil des Landkreises Mansfeld-Südharz zu hören. Bei guten Wetterbedingungen ist ein Empfang jedoch auch bis nach Magdeburg und Halle (Saale) möglich. Durch sogenannte Überreichweiten sind auch häufig Empfangsbereiche bis nach Niedersachsen zu beobachten.
Zudem kann man Radio HBW auch noch online über einen Livestream (Webradio) hören.
Radio HBW wird auch als Ton bei verschiedenen Fernsehstationen in der sendefreien Zeit eingespeist, z. B. beim Offenen Kanal Wernigerode.
Einige Kabelnetzbetreiber verbreiten das Signal auch als Ton auf ihren Informationskanälen wie z. B. in Benndorf.

## Regionalportal
Auf den Internetseiten von Radio HBW befindet sich ein Regionalportal. Es ist eine sehr umfangreiche Zusammenstellung von Berichten aus der Region. Die Berichte selbst wurden in jahrelanger Arbeit im Funkhaus aufbereitet, um als so genannte Heimatberichte ihren Platz im Radioprogramm zu finden. Dem voraus ging eine ausführliche Recherche in Archiven, Bibliotheken und Chroniken der Region zur Erarbeitung der Hörfunkbeiträge.
Die Berichte sind in verschiedene Kategorien untergliedert. Sie geben u. a. Auskunft zu Persönlichkeiten, Sehenswürdigkeiten, Freizeitmöglichkeiten und Geschichte der Region. Weiterhin wird die Entstehung von Straßennamen in Aschersleben, Staßfurt und Quedlinburg beleuchtet.